# Sławobora
Sławobora – słowiańskie imię żeńskie, złożone z członów Sławo- ("sława") i -bora ("walczyć, zmagać się"). Może oznaczać "ta, która sławi walkę".
Męska forma imienia Sławobor.
Sławobora imieniny obchodzi 25 marca.